# Bagerjomfru
En bagerjomfru er en person, typisk en ung kvinde, der arbejder i et bageri og hjælper med at sælge bagværk som brød, kager og lignende.